# 扬州山陕会馆
扬州山陕会馆位于扬州市广陵区东关街250-262号、剪刀巷2-6号，是清代山西、陕西两省盐商在扬州设立的会馆，规模宏大，占地3000余平方米，原有三路七进。今东路保存较好。2008年1月，扬州山陕会馆列为扬州市文物保护单位。